# Horama tarsalis
Horama tarsalis är en fjärilsart som beskrevs av Walker 1856. Horama tarsalis ingår i släktet Horama och familjen björnspinnare. Inga underarter finns listade i Catalogue of Life.